# Halyna Tkachenko
Halyna Tkachenko (ukr. Галина Михайлівна Ткаченко – Hałyna Mychajliwna Tkaczenko) – ukraińska biolog, dr hab. nauk biologicznych, profesor uczelni Instytutu Biologii i Nauk o Ziemi Akademii Pomorskiej w Słupsku.

## Życiorys
Obroniła pracę doktorską, 13 grudnia 2018 habilitowała się na podstawie pracy. Piastuje stanowisko profesora uczelni w Instytucie Biologii i Nauk o Ziemi Akademii Pomorskiej w Słupsku.